# Enlinia arizonicus
Enlinia arizonicus är en tvåvingeart som beskrevs av Robinson 1973. Enlinia arizonicus ingår i släktet Enlinia och familjen styltflugor.
Artens utbredningsområde är Arizona. Inga underarter finns listade i Catalogue of Life.